# FC Saxan
FC Saxan Gagauz Yeri (rusky Футбольный клуб Саксан) je moldavský fotbalový klub z města Ceadîr-Lunga v Gagauzsku založený roku 2010. Domácím hřištěm klubu je Stadionul Ceadîr-Lunga.
V sezóně 2013/14 poprvé postoupil z moldavské druhé ligy Divizia A do nejvyšší Divizia Națională. V evropských pohárech debutoval v sezóně 2015/16, kdy nastoupil v prvním předkole Evropské ligy UEFA 2015/16 proti kyperskému klubu Apollon Limassol (byl vyřazen po dvou shodných porážkách 0:2). Do Evropské ligy se dostal jako tým z konečného pátého místa Divizia Națională 2014/15, neboť v tabulce čtvrtý tým FC Tiraspol (který měl původně postoupit do EL) mezitím zanikl.

## Výsledky v evropských pohárech
| Soutěž             | Sezóna  | Kolo        | Soupeř           | Doma | Venku | Celkem | Postup  |
| ------------------ | ------- | ----------- | ---------------- | ---- | ----- | ------ | ------- |
| Evropská liga UEFA | 2015/16 | 1. předkolo | Apollon Limassol | 0:2  | 0:2   | 0:4    | vyřazen |